# Radesingel 17 (Groningen)
Het pand Radesingel 17 in de Nederlandse stad Groningen is een monumentaal herenhuis.

## Beschrijving
Het herenhuis aan de zuidzijde van de Radesingel maakt met de panden op de nummers 13, 15 en 19 deel uit van een ensemble van vier aaneengeschakelde herenhuizen. Het is uiterlijk identiek aan het pand op nummer 15. Het werd 1899-1900 gebouwd, in een eclectische stijl, naar een ontwerp van de Groninger architect Piebe Belgraver (1854-1916).
Het herenhuis is drie raamtraveeën breed en telt drie woonlagen. Het is opgetrokken in rode baksteen op een rechthoekige plattegrond. De gedrukte begane grond heeft rechtgesloten vensters en wordt afgesloten door een geprofileerde cordonlijst. De vensters op de begane grond hebben segmentboogvormige ontlastingsbogen, op de bel-etage worden ze bekroond door keperboogvormig lijstwerk en op de bovenste verdieping zijn keperbogen aangebracht. De sluitstenen zijn diamantvormig. De gevel wordt bovenaan beëindigd door een fries, waarop consoles zijn geplaatst die een geprofileerde bakgoot dragen. In het midden van het voordakschild is een gemetselde kajuit geplaatst, met geknikte houten daklijst. Het zadeldak is bedekt met een zwarte Friese golfpan. Het smeedijzeren hekwerk aan straatzijde stamt uit de bouwtijd van het huis.

### Waardering
Het pand werd in 1995 als rijksmonument opgenomen in het monumentenregister, omdat het wordt beschouwd als "karakteristiek voor de architectuur uit het einde van de negentiende eeuw, van algemeen belang uit stedebouwkundig, cultuurhistorisch en architectuurhistorisch oogpunt als gaaf onderdeel van de hoogwaardige stedebouwkundige structuur van de singelreeks langs de zuidkant van de binnenstad van Groningen".